# Horst Bohne
Horst Karl Ernst Bohne (* 21. Dezember 1929 in Hannover) ist ein deutscher Heimatschriftsteller.

## Leben
Bohne wurde in Linden geboren.
Er lebte 31 Jahre lang in Linden-Nord und erlebte dort die Zeit des Nationalsozialismus und den Zweiten Weltkrieg. Danach machte er in Linden und Hannover-List eine Ausbildung zum Reiseverkehrskaufmann. In den 1960er Jahren zog er aus beruflichen Gründen in den Stadtteil List.
Nebenberuflich arbeitete Bohne als Fachlehrer an verschiedenen Berufsbildenden Schule für Reiseverkehr in Hannover. Daneben leitete er als Vorsitzender den Prüfungsausschuss für Reiseverkehr der Industrie- und Handelskammer Hannover. 1993 trat er in den Ruhestand.
In den Jahren 2005 und 2006 veröffentlichte Bohne seine Reihe Lindener Erinnerungen in drei Schriften. Nach großer Resonanz auf die erste Broschüre über seine eigenen Jugendjahre „[...] folgten weitere Schriften und Berichte über die geschichtliche Entwicklung Lindens mit seinen Firmen und Einrichtungen. Horst Bohne gilt heute als wichtiger Zeitzeuge zur Geschichte Lindens und Limmers,“ der, nach dem Aufbau eines eigenen Archivs, auf öffentlichen Vorträgen auch zur Leineschifffahrt und zur Calenberger Neustadt referiert.

## Schriften (Auswahl)
in deutscher Sprache:
- Das letzte Aufgebot. In: „Mein Kriegsende“. Zeitzeugen aus Niedersachsen erinnern sich. Hrsg.: Norddeutscher Rundfunk, Landesfunkhaus Niedersachsen. Schlütersche Verlagsgesellschaft, Hannover 2005, ISBN 3-89993-711-2, S. 63–65.
- Lindener Erinnerungen. (= Quartier-Reihe „Zeitzeugen berichten“). Quartier e.V., ISSN 1860-837X,:
  - Heft 1: Lindener Erinnerungen. 1929–1945. 2005.
  - Heft 2: Schulzeit in Linden, 1936–1949. Kriegsende und Neuanfang. 2005.
  - Heft 3: Erste Nachkriegszeit und die fünfziger Jahre. Ein Butjer aus Linden wird erwachsen. 2006.
- Meine Erinnerungen an die Kinderlandverschickung. 1941–1944 (= Quartier-Reihe „Zeitzeugen berichten“. Heft 4).  Quartier e.V., Hannover-Linden 2006.
- Das KLV-Lager „Deutsche Jugendherberge“ in Neuhaus am Solling. In: Hans-Jürgen Feuerhake (Hrsg.): Die erweiterte Kinderlandverschickung in Hannover 1940–1945. Erinnerungen - Tagebücher - Dokumente (= Dokumente und Berichte zur erweiterten Kinderlandverschickung 1940–1945. Band 7). Projektverlag, Bochum/Freiburg im Breisgau 2006, ISBN 3-89733-139-X, S. 227–242.
- Die Kriegsjahre von Karl-Heinz Bohne. Ein Lindener Junge wird Soldat und überlebt den Zweiten Weltkrieg. Feldpostbriefe als Verbindung zwischen Front und Heimat(= Quartier-Reihe „Zeitzeugen berichten“. Heft 5). Hrsg.: Quartier e.V., Quartier e.V., Hannover-Linden 2008.
- Die Kinderlandverschickung „KLV“ in St. Andreasberg im Zweiten Weltkrieg. In: Wolfgang Lampe (Hrsg.): Allgemeiner Harz-Berg-Kalender für das Jahr 2008. Piepersche Druckerei und Verlag, Clausthal-Zellerfeld 2007, S. 91–95.
- Horst Bohne: Meine Jugendjahre in Hannover-Linden:. In: Wolfgang Leonhardt: Hannoversche Geschichten. Berichte aus verschiedenen Stadtteilen. hrsg. vom Arbeitskreis Stadtteilgeschichte List. Books on Demand, Norderstedt 2009, ISBN 978-3-8391-5437-3, S. 133–142.
- Zwei harte Jahre in der Leibnizschule 1947–1949. In: Mitteilungen. hrsg. vom Verband Ehemaliger Leibnizer, 138. Heft, Hannover 2012, S. 4620–4629.

in tschechischer Sprache:
- Chata Valdek v Čechách. Můj první pobyt v táboře od května do září 1941. Podbrdsko, svazek XI - 2004, SOA v Praze - Státní okresní archiv v Příbrami a Hornické muzeum Příbram, ISBN 80-902821-8-0 (Hornické muzeum Příbram), ISBN 80-86772-07-1 (SOA Praha), ISSN 1211-5169

## Medienecho (Auswahl)
- Shaun Hermel: Interview. 18. Juni 2010, Zeitzeugen-Projekt der Gottfried Wilhelm Leibniz Universität Hannover, 2 DVDs, Hannover 2010
- Hans-Jürgen Hermel, Shaun Hermel (Interviewer): Stunde Null. (Zeitzeugen sprechen über die Befreiung vom Faschismus), In: Lindener Filmgeschichten. Autorenfilme (CD) zur 900-Jahr-Feier der Stadt Linden, Medienwerkstatt Linden, 2015.